# Circondario di Bad Doberan
Il circondario di Bad Doberan (in tedesco: Landkreis Bad Doberan) era un circondario del Land tedesco del Meclemburgo-Pomerania Anteriore. Esistette dal 1994 al 2011.

## Storia
Il circondario fu creato nel 1994.
Il 4 settembre 2011 fu fuso con il circondario di Güstrow, formando il nuovo circondario di Rostock.

## Geografia antropica

### Suddivisioni amministrative
Al momento dello scioglimento, il circondario si componeva di 4 città indipendenti (Amtsfreie Stadt), 4 comuni indipendenti (Amtsfreie Gemeinde) e 7 comunità amministrative (Amt), che raggruppavano complessivamente 3 città e 48 comuni.
Città indipendenti
- Bad Doberan
- Kröpelin
- Kühlungsborn
- Neubukow

Comuni indipendenti
- Dummerstorf
- Graal-Müritz 2014 in Rostock
- Sanitz
- Satow

Comunità amministrative
- Amt Bad Doberan-Land 2014 in Bad Doberan
  - comuni di Admannshagen-Bargeshagen; Bartenshagen-Parkentin; Börgerende-Rethwisch; Hohenfelde; Nienhagen; Reddelich; Retschow; Steffenshagen; Wittenbeck
- Amt Carbäk 2014 in Rostock
  - comuni di Broderstorf; Klein Kussewitz; Mandelshagen; Poppendorf; Roggentin; Steinfeld; Thulendorf
- Amt Neubukow-Salzhaff 2014 in Neubukow
  - città di Rerik
  - comuni di Alt Bukow; Am Salzhaff; Bastorf; Biendorf; Carinerland; Kirch Mulsow
- Amt Rostocker Heide 2014 in Rostock
  - comuni di Bentwisch; Blankenhagen; Gelbensande; Mönchhagen; Rövershagen
- Amt Schwaan 2014 in Schwaan
  - città di Schwaan
  - comuni di Benitz; Bröbberow; Kassow; Rukieten; Vorbeck; Wiendorf
- Amt Tessin 2014 in Tessin
  - città di Tessin
  - comuni di Cammin; Gnewitz; Grammow; Nustrow; Selpin; Stubbendorf; Thelkow; Zarnewanz
- Amt Warnow-West 2014 in Kritzmow; Elmenhorst-Lichtenhagen in Bad Doberan
  - comuni di Elmenhorst/Lichtenhagen; Kritzmow; Lambrechtshagen; Papendorf; Pölchow; Stäbelow; Ziesendorf